# (60733) 2000 GL80
2000 جي أل 80 (ويعرف أيضًا باسم (60733) 2000 جي أل 80 وفق تسمية الكوكب الصغير) (بالإنجليزية: 2000 GL80)‏ هو كويكب ضمن حزام الكويكبات؛ وترتيبه 60733 من حيث الاكتشاف.
اكتُشف هذا الجُرم الفلكي بواسطة بحث لنكولن عن الكويكبات القريبة من الأرض في 6 أبريل 2000.

## وصلات خارجية
- (60733) 2000 GL80 في قاعدة بيانات مختبر الدفع النفاث لأجرام النظام الشمسي الصغيرة

- الاكتشاف · مخطط المدار ·  العناصر المدارية · المعلمات المادية

- (60733) 2000 GL80 على موقع ويكي سكاي: DSS2, SDSS, GALEX, IRAS, Hydrogen α, X-Ray, Astrophoto, Sky Map, Articles and images